# Rivière Kakospictikweak
La rivière Kakospictikweak est un affluent de la rive nord du réservoir Gouin, coulant dans le territoire de la ville de La Tuque, dans la région administrative de la Mauricie, au Québec, au Canada. Ce cours d'eau coule entièrement dans le canton de Mathieu.
La foresterie constitue la principale activité économique de cette vallée ; les activités récréotouristiques, en second.
La vallée de cette rivière est desservie par quelques branches de routes forestières pour accommoder la foresterie et les amateurs d'activités récréotouristiques. Ces routes forestières se connectent au sud à la route 212 qui dessert la rive nord du réservoir Gouin et relie au sud-est le village de Obedjiwan.
La surface de la rivière Kakospictikweak est habituellement gelée de la mi-novembre à la fin avril, toutefois la circulation sécuritaire sur la glace se fait généralement du début décembre à la fin de mars.

## Géographie
Les bassins versants voisins de la rivière Kakospictikweak sont :
- côté nord : lac compton, lac Némégousse, rivière Cawcot, lac Caopatina ;
- côté est : lac Dubois, lac Normandin, rivière Normandin, lac Buade ;
- côté sud : réservoir Gouin ;
- côté ouest : rivière Mathieu, rivière Toussaint, lac Baptiste, lac Larouche, ruisseau de la Rencontre, rivière Pascagama.

La rivière Kakospictikweak prend naissance à l’embouchure d’un lac non identifié (longueur : 0,5 km ; altitude : 484 m) situé dans le canton de Mathieu, dans La Tuque. L’embouchure de ce lac de tête est située à :
- 1,1 km à l'ouest d’un sommet de montagne (altitude : 549 m) ;
- 30,4 km au nord de l’embouchure de la rivière Kakospictikweak (confluence avec une baie du réservoir Gouin) ;
- 48,3 km au nord du centre du village de Obedjiwan (aménagé sur une presqu’île de la rive nord du réservoir Gouin) ;
- 86,1 km au nord-ouest du barrage à l’embouchure du réservoir Gouin (confluence avec la rivière Saint-Maurice) ;
- 141,4 km au nord-est du centre du village de Wemotaci ;
- 225,8 km au nord-ouest du centre-ville de La Tuque[2].

À partir de l’embouchure du lac de tête, le cours de la rivière Kakospictikweak coule sur 33,7 km selon les segments suivants :
Cours supérieur de la rivière Kakospictikweak (segment de 13,0 km)
- 1,8 km vers le nord-est, notamment en traversant sur sa pleine longueur un lac non identifié (longueur : 1,1 km ; altitude : 469 m), jusqu’à son embouchure ;
- 6,3 km vers le sud-est jusqu'à la rive sud du lac Kanimepiriskak ;
- 2,5 km vers le nord-est, en traversant le lac Kanimepiriskak (longueur : 6,3 km en forme de J ; altitude : 433 m), jusqu'à son embouchure ;
- 1,4 km vers le nord-est, jusqu'à la rive est du lac Piresiw ;
- 1,0 km vers le sud en traversant le lac Piresiw (longueur : 1,8 km ; altitude : 414 m), jusqu’à sa confluence qui correspond à la limite des cantons de Balète et de Mathieu. Note : Le lac Piresiw reçoit du côté nord la décharge de la rivière Wawackeciw ;

Cours inférieur de la rivière Kakospictikweak (segment de 21,7 km)
- 2,1 km vers le sud-est en coupant une route forestière, jusqu’à la confluence (venant du nord) de la rivière Pokotciminikew laquelle draine cinq lacs de montagnes en amont ;
- 7,3 km vers le sud en recueillant la décharge du lac Kikikwapiskok, jusqu’à la rive nord du lac Kaatcipekinikatek ;
- 4,0 km vers le sud en traversant le lac Kaatcipekinikatek (altitude : 406 m) sur sa pleine longueur, jusqu’à la limite nord du canton de Kakospictikweak. Note : ce lac reçoit du côté est la décharge du lac Froid ;
- 7,3 km vers le sud-ouest notamment en traversant sur 0,5 km le lac Natowew (longueur : 1,4 km ; altitude : 405 m), jusqu’au pont de la route forestière 212 située dans la zone de Seskatciwan ;
- 1,0 km vers le sud en formant un crochet vers l’est, jusqu’à la confluence de la rivière Kakospictikweak avec le réservoir Gouin[3].

La confluence de la rivière Kakospictikweak avec le réservoir Gouin est située à :
- 67,5 km au nord-ouest du barrage Gouin ;
- 19,6 km au nord-est du centre du village de Obedjiwan ;
- 122,3 km au nord-ouest du centre du village de Wemotaci ;
- 209 km au nord-ouest du centre-ville de La Tuque ;
- 317 km au nord-ouest de l’embouchure de la rivière Saint-Maurice (confluence avec le fleuve Saint-Laurent à Trois-Rivières).

La rivière Kakospictikweak se déverse dans le canton de Mathieu au fond d’une baie s’étendant sur 5,8 km dans la partie nord du lac Omina, sur la rive nord du réservoir Gouin ; cette baie est barrée du côté est par une presqu’île s’étirant vers le sud sur 5,6 km et du côté ouest par un avancé de terre jusqu’à un détroit la séparant d’une grande île difforme d’une longueur de 22,9 km. À partir de l’embouchure de cette baie, le courant coule vers le sud-est sur 84,1 km en traversant le réservoir Gouin vers le sud-est en contournant plusieurs îles et en empruntant la baie Kikendatch, jusqu’au barrage Gouin. De là, le courant emprunte la rivière Saint-Maurice jusqu’à Trois-Rivières, où il se déverse dans le fleuve Saint-Laurent.

## Toponymie
Le toponyme Rivière Kakospictikweak a été officialisé le 6 septembre 1984 à la Commission de toponymie du Québec.